# جونگ سو-بین
جونگ سو-بین (کره‌ای: 정수빈؛ زادۀ ۵ آوریل ۱۹۹۹) که با نام هنری سوبین شناخته می‌شود، خواننده و بازیگر اهل کره جنوبی است. او عضو گروه پسرانۀ ویکتون است. از مجموعه‌هایی که وی در آن نقش‌آفرینی کرده می‌توان به راز گناهکار (۲۰۱۹)، لحظه‌ای که قلب می‌درخشد (۲۰۲۱) و بیستمین ۲۰ سالگی من (۲۰۲۳) اشاره کرد.